# Sint-Vincentiuskerk (Amsterdam)
De Sint-Vincentiuskerk, vernoemd naar beschermheilige Vincentius a Paulo, was een katholiek kerkgebouw in Amsterdam Oud-West.
Het startsein werd gegeven in juli 1899 toen de geloofsgemeente een terrein van 50 bij 40 meter aankocht voor een kerk en school. Architect Christianus Petrus Wilhelmus Dessing ontwierp voor deze toen pas ingerichte woonwijk een neogotische kerk. In april 1900 vond de aanbesteding plaats en wel in een café aan de Overtoom. Een aannemer zag de mogelijkheid het complex voor 181.000 gulden neer te zetten. De kerk werd gebouwd op de zuidoever van het Jacob van Lennepkanaal. Zij werd op 7 oktober 1901 geconsacreerd. 
De grote driebeukige basiliek had een hoge, rechts naast de voorgevel staande toren. Deze toren had een achthoekige bovenbouw met hoekpinakels en een naaldspits. Met name deze 67 meter hoge toren (de hoogste toren binnen rooms-katholiek Amsterdam) was een opvallende verschijning, want de omringende woningen kwamen niet hoger dan vier etages. De kerk kreeg gedurende de 20e eeuw te maken met leegloop, waarna de parochie fuseerde met geloofsgemeenschappen uit De Liefde (Bilderdijkstraat) en de Vondelkerk). Deze twee kerken waren gebouwd naar ontwerp van Dessings leermeester Pierre Cuypers. In het voorjaar van 1989 werd de kerk gesloten en in de zomer van dat jaar gesloopt.
Op de plaats verrees een wooncomplex met op de begane grond een kerk voor de geloofsgemeenschap.

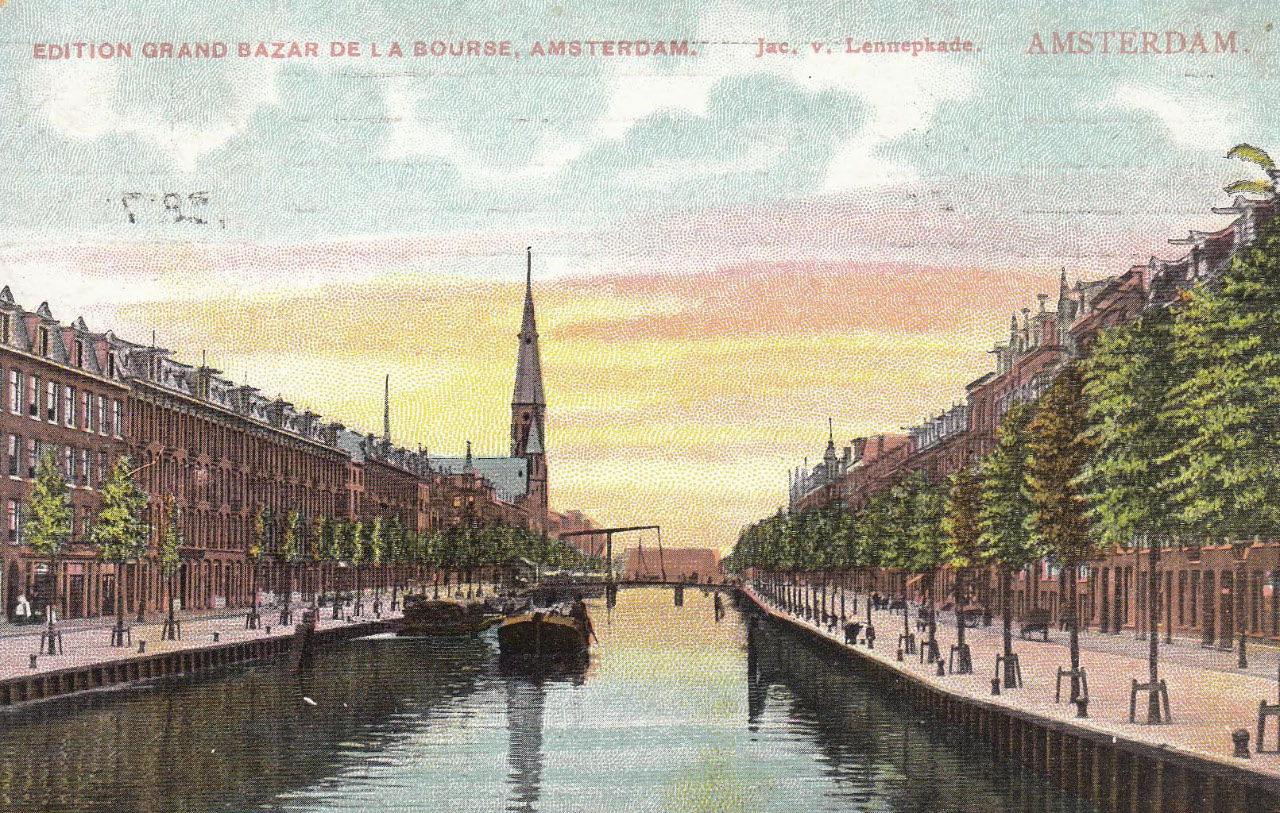
De kerk rond 1907
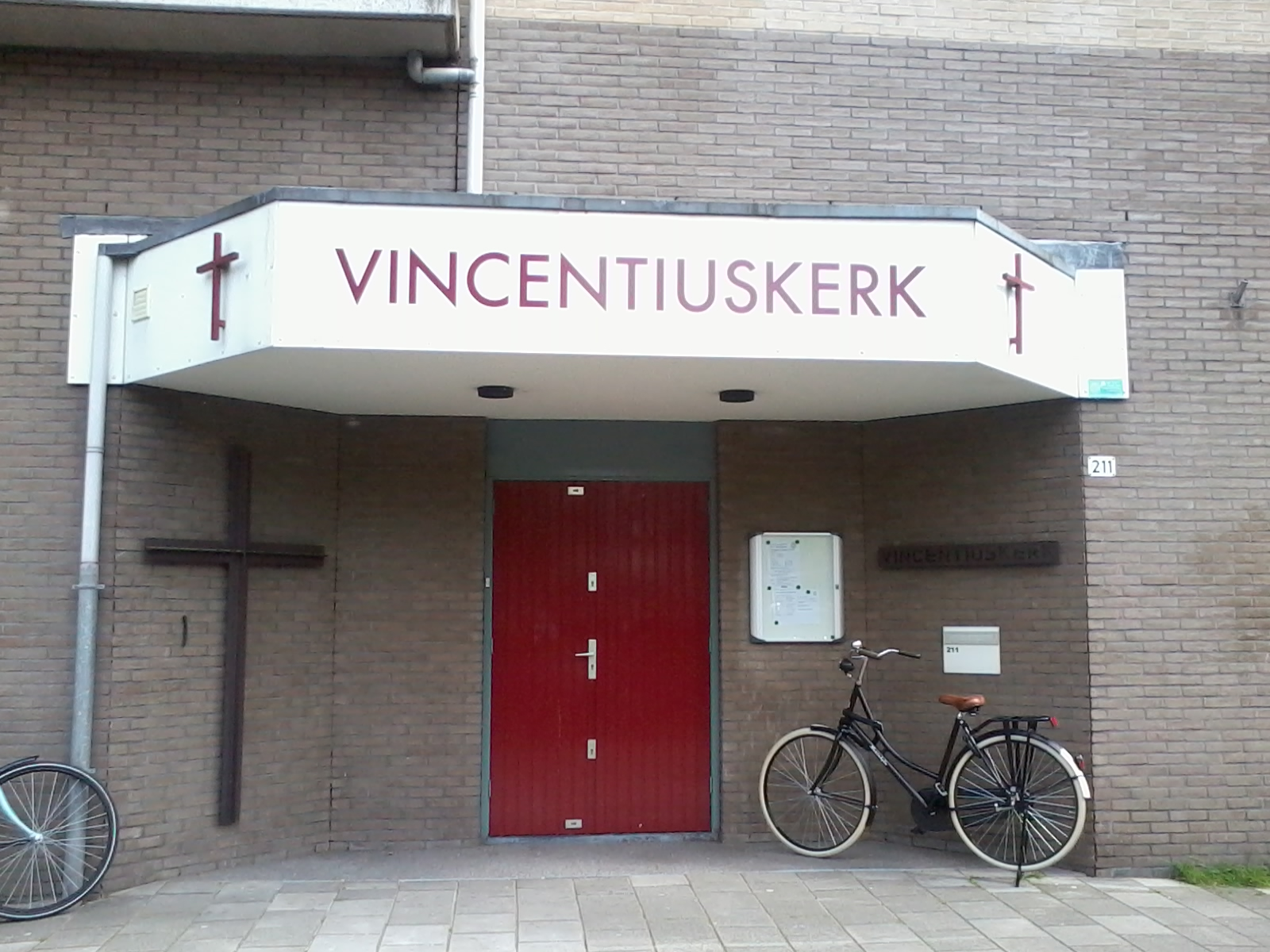
De ingang van de nieuwe kerkruimte in 2013